# Nordelph
Nordelph är en ort och civil parish i Storbritannien.   Den ligger i grevskapet Norfolk och riksdelen England, i den sydöstra delen av landet, 120 km norr om huvudstaden London. Nordelph ligger 4 meter över havet och antalet invånare är 375.
Terrängen runt Nordelph är mycket platt. Runt Nordelph är det ganska tätbefolkat, med 90 invånare per kvadratkilometer. Närmaste större samhälle är King's Lynn, 19,8 km norr om Nordelph. Trakten runt Nordelph består till största delen av jordbruksmark.